# 양양고속시외버스터미널
양양종합여객터미널은 강원특별자치도 양양군 양양읍 동해대로 2700 (송암리 29-8)에 있는 대한민국의 고속·시외버스 터미널이다.
1978년에 개설되었으며, 내부공간 협소는 물론 대합실과 화장실 등 부대시설의 노후도가 심각한 수준이다. 특히 제대로 된 승·하차장이 없어 승객들이 마당에서 버스에 오르내리면서 안전사고 위험을 안고 있다는 지적을 받고 있다. 원래 고속버스는 예전의 춘천고속버스터미널처럼 간이 컨테이너를 놓고 송암리 7번 국도변에서 승·하차하였으나, 읍내권과 멀어서 접근성이 떨어지고 국도와 인접해 교통사고의 위험이 상존하고 있다는 지적에 따라 2011년 7월부터 현재 터미널로 통합했다. 양양군청에서는 2008년부터 후보부지까지 물색하면서 터미널 신축을 계획하고 있었지만 사업비 조달 문제 등으로 2014년 12월 이후에나 완공할 것으로 계획하고 있어 불만을 사고 있다가 2020년부터 송암리 29-8번지 일대 지상 2층 규모로 착공해서 2022년 준공했으며, 동년 7월 1일에 송암리 신 터미널로 이전했다. 송암리의 강현면 방향에 있으며, 현 터미널에서 한참 남쪽의 송암리(읍내방향) 정류장 뒤쪽이 예전 고속버스 컨테이너 정류장 자리였다.
동부고속이 관리하고 있으며, 고속버스 전산망상의 터미널 번호는 270이다.

## 운행 노선

### 고속버스
- 2018년 7월 20일 인천국제공항행 노선이 신설되었다.[3]

| 운행 노선           | 운행업체          | 운행구간 | 운행구간 | 운행구간     | 경유지 | 배차 간격 (분) | 시간표                                          |
| ------------------- | ----------------- | -------- | -------- | ------------ | ------ | -------------- | ----------------------------------------------- |
| 양양 ↔ 서울경부     | 동부고속 중앙고속 | 양양     | ↔        | 서울경부     | 속초   | 60~90          | 첫차 : 06:05(양양 기준) 막차 : 23:05(양양 기준) |
| 양양 ↔ 동서울       | 동부고속          | 양양     | ↔        | 동서울       | 속초   | 90~150         | 첫차 : 06:25(양양 기준) 막차 : 19:15(양양 기준) |
| 양양 ↔ 인천국제공항 | 동부고속 중앙고속 | 양양     | ↔        | 인천국제공항 | 무정차 | 2회            | 06:50, 12:30                                    |

### 시외버스
| 방면        | 행선지 |
| ----------- | --- |
| 수도권 방면 | 광탄, 단월, 동서울, 양평, 용두리, 용문, 용인, 이천 |
| 강원권 방면 | 간성, 강릉, 강릉아산병원, 거진, 근덕, 낙산, 남면, 대진, 동해, 두촌, 설악입구, 삼척, 성산, 속초, 손양, 신남, 양구, 양덕원, 오색, 원통, 인구, 인제, 임원, 장수대, 장호, 주문진, 철정, 춘천, 하조대, 한계령, 호산, 홍천 |
| 영남권 방면 | 강구, 경주, 구미, 구산, 기성, 나루끝, 도곡, 동대구, 매화, 병곡, 병원, 부구, 북대구, 사동, 송라, 안동, 영덕, 영주, 영해, 울산, 울진, 월송, 장사, 죽변, 청하, 평해, 포항, 후포                                         |